# NML Cygni
NML Cygni (NML Cyg) là một sao cực siêu khổng lồ  đỏ nằm trong chòm sao Thiên Nga (Cygnus). Đây là ngôi sao có đường kính lớn nhất từng được biết đến đứng sau UY Scuti và Stephenson và một trong những ngôi sao sáng nhất.
Bán kính của NML Cyg ước tính tương đương 6700 tới 7000 lần bán kính Mặt Trời. Tức là ngôi sao có đường kính khoảng 2.282.000.000 km. Nếu ngôi sao này được thay thế cho Mặt Trời, Sao Hải Vương sẽ lọt vào trong bề mặt của ngôi sao này. Nếu chúng ta xem bán kính của NML Cygni là khoảng 7000 Mặt Trời, thì ánh sáng sẽ phải mất 80 tiếng để đi hết một vòng chu vi của ngôi sao này. Hoặc nếu một con người có thể đi trên bề mặt của NML Cygni, thì với tốc độ 3 dặm/giờ (4,8 km/giờ) và 8 giờ một ngày, người đó sẽ phải mất 1.300.000 năm để đi hết một vòng chu vi ngôi sao (so với 2 năm 11 tháng để đi hết một vòng Trái Đất).
Ngôi sao này rất có thể sẽ trở thành một siêu tân tinh vào năm 3050.

## Kích thước
Dãy so sánh kích thước từ các hành tinh trong hệ Mặt Trời và các ngôi sao lân cận lần lượt đến UY Scuti:

1. Sao Thủy < Sao Hỏa < Sao Kim < Trái Đất 

2. Trái Đất < Sao Hải Vương < Sao Thiên Vương < Sao Thổ < Sao Mộc 

3. Sao Mộc < Wolf 359 < Mặt Trời < Sirius 

4. Sirius < Pollux < Arcturus < Aldebaran 

5. Aldebaran < Rigel < Antares < Betelgeuse 

6. Betelgeuse < Mu Cephei < VV Cephei A < VY Canis Majoris.                                                                       
7. VY Canis Majoris < NML Cygni < UY Scuti